# ADO La Haye (féminines)
Maillots
Actualités
L'équipe féminine de l'ADO La Haye est une équipe de football des Pays-Bas créée en 2007.
L'ADO La Haye évolue depuis sa création en première division du championnat néerlandais, dont il a remporté l'édition 2011-2012.

## Palmarès
- Championnat des Pays-Bas (1) : 2012
- Vice-Champion des Pays-Bas (3) : 2009, 2010, 2011
- Coupe des Pays-Bas (3) : 2012 - 2013 - 2016

## Parcours européen
| Saison    | Compétition         | Tour                          | Pays                   | Adversaire      | Score    |
| --------- | ------------------- | ----------------------------- | ---------------------- | --------------- | -------- |
| 2007-2008 | Coupe UEFA féminine | Premier tour de qualification |                        | KÍ Klaksvík     | 1-1      |
| 2007-2008 | Coupe UEFA féminine | Premier tour de qualification | Drapeau de la Finlande | FC Honka        | 1-0      |
| 2007-2008 | Coupe UEFA féminine | Premier tour de qualification | Drapeau de l'Islande   | Valur Reykjavik | 1-5      |
| 2012-2013 | Ligue des champions | 16e de finale                 |                        | WFC Rossiyanka  | 1-4, 2-1 |